# Holding
Holding je družba, ki sama ne proizvaja, ampak si z nakupom delnic omogoča vpliv v določenih delniških družbah. Domače poimenovanje je matica ali matična družba, medtem ko se imenujejo podjetja, čigar delnice poseduje, hčerinske družbe. V razmerju s temi podjetji je holding (iz angleškega holding company) nadzorna ali kontrolna družba, saj odloča o skupnih politikah na gospodarskem področju. Holdingi se navadno omenjajo pri strukturi multinacionalk, vendar so prisotni tudi na internih tržiščih, to je v večjih družbah, ki sicer nimajo podjetij v tujini, so pa toliko velike, da potrebujejo to vrsto ureditve. V teh primerih se hčerinska podjetja imenujejo povezana podjetja (če je matica lastnica manjšinskega deleža kapitala) ali nadzorovana podjetja (če ima matica dovolj kapitala, da odloča o njihovem delovanju).

## Oblike holdinga
Operativni ali proizvodni holding se ukvarja s produkcijo določenega blaga ali usluge. Kadar je njegova funkcija samo administracija skupine podjetij, gre za finančni holding, ki nima proizvodnih obratov, temveč samo pisarne in raprezentančne prostore. Praviloma je finančni holding edini “pravi holding”, tudi “čisti holding”, saj na njegovo delovanje ne vplivajo problemi proizvodnje in distribucije razen finančnih aspektov. Je najbolj pogosta vrsta holdinga pri multinacionalkah.
Vodilni holding (ang. group leader, it. capogruppo) je lastnik delnic (ali kapitala) ostalih partnerjev v tolikšni meri, da odločilno vpliva na njihovo administracijo. Je lahko operativno ali finančno podjetje. Normalno nastane, ko se podjetje toliko poveča, da posamezni obrati lahko delujejo samostojno, zato je smiselno, da ustanovijo več pravno neodvisnih firm, čigar večina delnic je last prvotnega podjetja. Na ta način je močno omejen poslovni riziko in je omogočen dostop do širših finančnih možnosti. 
Posebnost je tako imenovani strateški holding, ki usklajuje potrebe in ponudbe ostalih partnerjev. Nastane, ko sodelujejo podjetja z isto ali podobno vrsto proizvodnje, ki se nameravajo s skupnimi močmi razširiti. V polpreteklem obdobju je bil najbolj viden primer te vrste združenje med FIAT]om in Cryslerjem: obe podjetji sta hoteli širiti svojo proizvodnjo, vendar ne ena na račun druge. Holding Exor ima edino nalogo, da usmerja obe podjetji na proizvodne in prodajne politike, ki so donosne za oba partnerja. 
Omembe vredni so tudi družinski holdingi, ki so zelo razširjeni v Italiji. Gre za skupine podjetij, pretežno družbe z omejeno odgovornostjo (d.o.o.) ali komanditne družbe (k.d.), ki so last iste družine. Ti holdingi upravljajo finance in investicije podjetij različnih vrst. Tako je npr družina Berlusconi lastnica firm Mediaset (televizija), A. Mondadori (založnik) in Mediolanum (banka), ki jih upravlja holding Fininvest. 